# The Uninvited
The Uninvited (titulada: Presencias extrañas en España y La maldición de las hermanas en Hispanoamérica) es una película estadounidense de 2009, siendo un remake de la película surcoreana Dos hermanas (título original: 장화, 홍령) estrenada el 13 de junio de 2003 en Corea del Sur.

## Argumento
Anna ha estado en una institución psiquiátrica durante diez meses, luego de su intento de suicidio después de que su madre con enfermedad terminal muriera en el incendio de un cobertizo . Ahora, está siendo dada de alta y no tiene recuerdos del incendio real, aunque con frecuencia está plagada de pesadillas de esa noche. Ella es recogida por su padre, Steven, un escritor que ha dedicado su último libro a Anna y su hermana Alex.
En casa, Anna se reúne con Alex, con quien está cerca. Las hermanas se enfrentan a la novia de Steven, Rachel, que había sido la enfermera de su madre. Alex critica a Steven por acostarse con Rachel mientras la madre de las niñas todavía estaba viva y enferma en la cama. Anna le describe a Alex cómo las escenas de sus sueños han comenzado a suceder mientras está despierta. Las hermanas se convencen de que las alucinaciones son mensajes de su madre, diciéndoles que Rachel la asesinó para poder estar con su padre.
Anna se encuentra con su viejo novio, Matt, quien le dice que vio lo que sucedió la noche de la muerte de su madre. Los dos planean reunirse en secreto esa noche, pero él no aparece y ella regresa a casa. En su habitación, ella tiene una espantosa alucinación de él y, a la mañana siguiente, su cadáver es sacado del agua. Su espalda está quebrada tal como Anna lo vio en su visión. La policía dice que cayó y se ahogó.
Después de que las hermanas no pueden encontrar un registro de Rachel con la Asociación de Enfermería del Estado , concluyen que en realidad es Mildred Kemp, una niñera que mató a tres niños por los que le pagaron porque estaba obsesionada con su padre viudo. Intentan advertir a Steven, pero él ignora sus preocupaciones. Las chicas intentan reunir pruebas contra Rachel para mostrarle a la policía, pero Rachel las atrapa y seda a Alex. Anna escapa y va a la estación de policía local, pero no le creen y llaman a Rachel para llevarla a su casa.
Cuando Rachel pone a Anna en la cama, Anna ve a Alex en la puerta con un cuchillo antes de desmayarse. Cuando se despierta, descubre que Alex mató a Rachel y arrojó su cuerpo al contenedor de basura. Cuando su padre llega a casa, Anna explica que Rachel intentó asesinarlos, pero Alex los salvó al matarla. Confundido y en pánico, Steven le dice a Anna que Alex murió en el incendio junto con su madre. Anna mira hacia abajo y descubre que está sosteniendo el cuchillo ensangrentado en lugar de la mano de su hermana.
Anna finalmente recuerda lo que sucedió la noche del incendio: después de atrapar a su padre y Rachel teniendo sexo, Anna llenó una regadera de un tanque de gasolina en el cobertizo y la llevó hacia la casa, con la intención de quemarla. Sin embargo, ella derramó un rastro de gasolina que se encendió cuando una vela se cayó. Su madre murió en la explosión resultante, al igual que Alex. Se revela que Anna tiene síntomas de esquizofrenia severa y trastorno de identidad disociativo. Los flashbacks revelan que Anna había estado alucinando a Alex desde que dejó la institución: por eso ninguno de los personajes había respondido a la presencia de Alex; solo de Anna. Ella recuerda haber matado a Matt (quien apareció en la reunión planeada) al dejarlo caer por el precipicio porque vio lo que Anna había hecho. También recuerda haber matado a Rachel; Anna se había imaginado su insensibilidad.
A la mañana siguiente, cuando la policía arresta a Anna por asesinato, interrogan a Steven, quien revela que Rachel cambió su apellido hace años para escapar de un exnovio abusivo.
En la institución mental, Anna es recibida de vuelta por el paciente frente a ella, cuya placa dice "Mildred Kemp".

## Reparto
- Emily Browning - Anna Ivers
- Arielle Kebbel - Alex Ivers
- Elizabeth Banks - Rachel Summers
- David Strathairn - Steven Ivers
- Jesse Moss - Matt Hendricks
- Maya Massar - Lilian Ivers
- Kevin McNulty - Sheriff Emery
- Lex Burnham - Iris Wright
- Danny Bristol - Samuel Wright
- Matthew Bristol - David Wright
- Don S. Davis - Sr. Henson
- Heather Doerksen - Mildred Kemp
- Dean Paul Gibson - Dr. Silberling